# Транспорт у Болгарії
Транспорт Болгарії представлений автомобільним , залізничним , повітряним , водним (морським, річковим)  і трубопровідним , у населених пунктах  та у міжміському сполученні діє громадський транспорт пасажирських перевезень. Кожен з видів транспорту має власну інфраструктуру і регулюється спеціальним законом. Перевезення є однією з основних галузей болгарської економіки. Площа країни дорівнює 110 879 км² (105-те місце у світі). Форма території країни — видовжена в широтному напрямку; максимальна дистанція з півночі на південь — 274 км, зі сходу на захід — 490 км. Географічне положення Болгарії дозволяє країні контролювати транспортні шляхи між країнами Балканського півострова, водні шляхи нижньою течією Дунаю, морські транспортні шляхи з України і Румунії до Босфорської протоки.

## Автомобільний
Автомобільний транспорт є найшвидшим і найпоширенішим видом пасажирського і вантажного транспорту. Загальна довжина автошляхів у Болгарії, станом на 2011 рік, дорівнює 19 512 км, з яких 19 235 км із твердим покриттям (458 км швидкісних автомагістралей) і 277 км без нього (111-те місце у світі). Національна класифікація автошляхів: 418 км — автомагістралі, 3015 км — дороги І класу, 41 958 км — дороги ІІ класу, 11 689 км — дороги ІІІ класу, 294 км — ґрунтові дороги. Густота дорожньої мережі в Болгарії становить 336 км / 1000 км ².

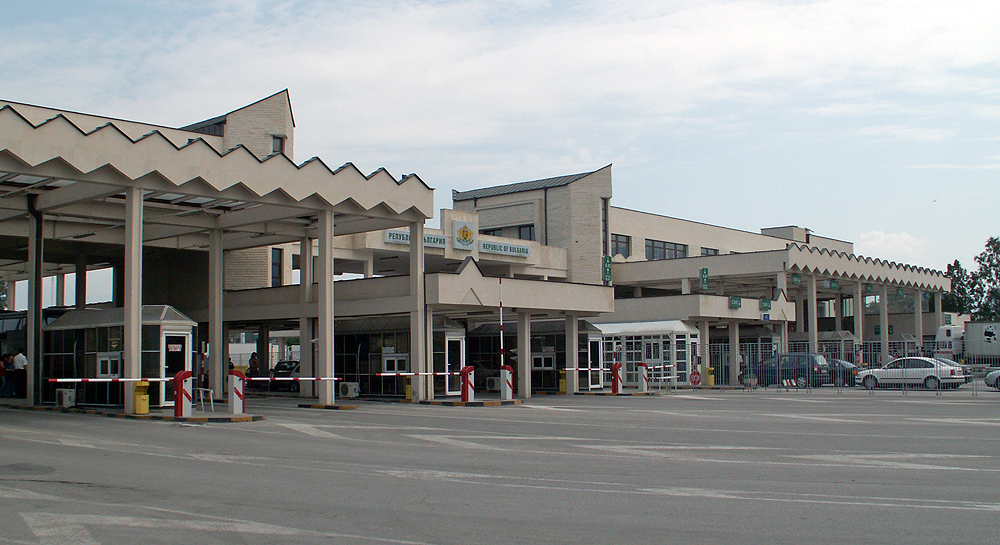
Прикордонний КПП у Кулаті
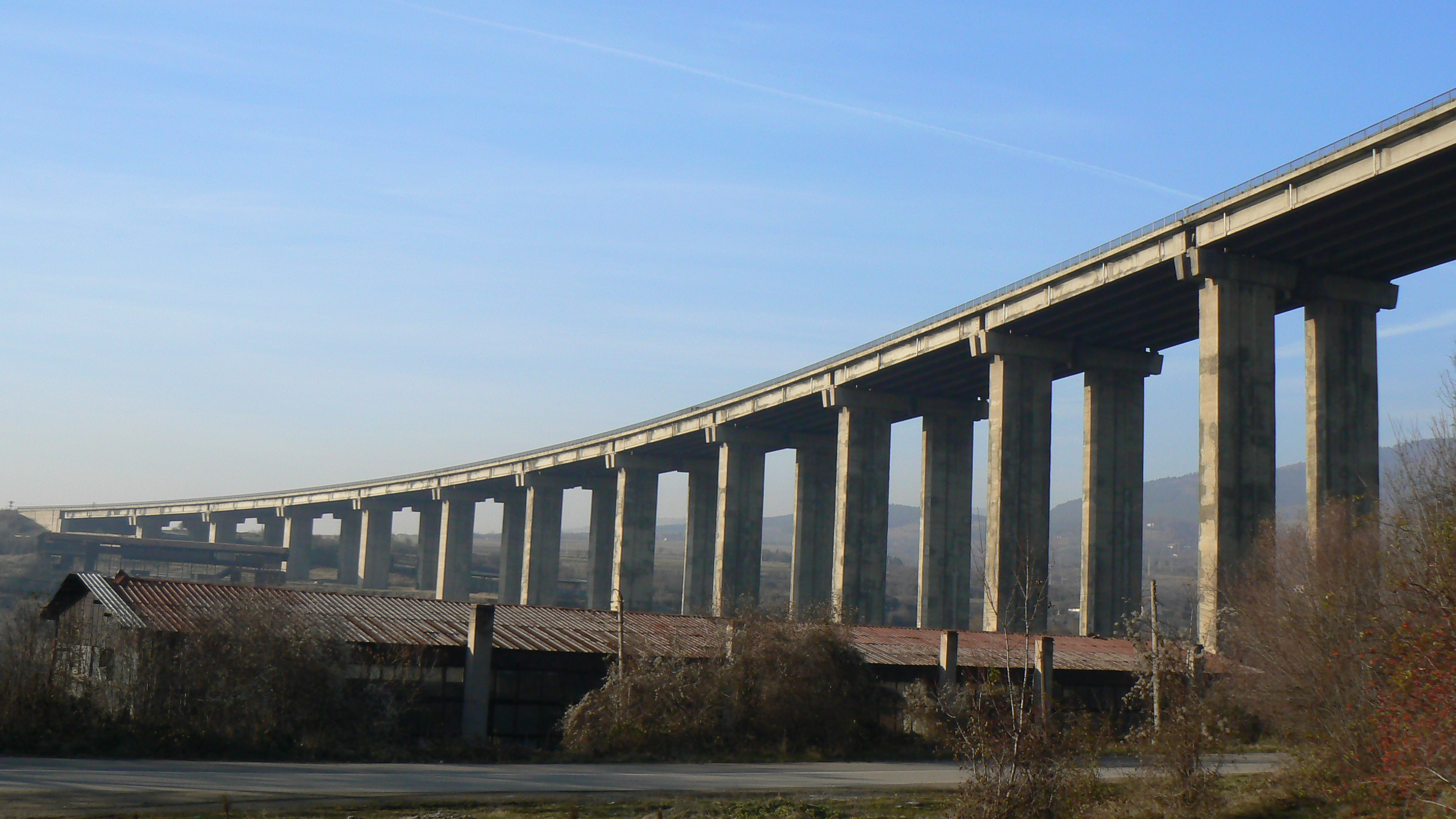
Віадук автомагістралі «Хемус»

Станом на 2009 рік, населення Болгарії дорівнювало 7,5 млн мешканців, з яких 4,2 млн мали водійське посвідчення. Було зареєстровано 3,1 млн транспортних засобів, з яких 2,9 млн мали двигун внутрішнього згоряння. 2009 року в Болгарії сталося 8045 дорожньо-транспортних пригод, в яких загинуло 1061 і було поранено 9952 людини. Основними причинами подій, за ступенем частоти, були: перевищення швидкості, неправильний обгін, відсутність водійських прав та навичок водіння, алкогольне сп'яніння.
Болгарія є членом Європейського союзу з 1 січня 2007 року. Митний контроль товарів і візовий контроль пасажирів на болгарських кордонах здійснюються відповідно до загальноєвропейських правил. Прикордонні контрольно-пропускні пункти в Болгарії називаються болг. граничен контрольно-пропускателен пункт, скорочено ГКПП. Загальна довжина кордонів Болгарії становить 2245 км, з них 1181 км — сухопутні, 686 км — річкові (з яких 470 км проходять Дунаєм) і 378 км Чорним морем.
| Роки  | Частка (%) |
| 0-5   | 9,08       |
| 6-10  | 9,07       |
| 11-15 | 24,41      |
| 16-20 | 30,96      |
| >20   | 26,48      |

| Рік  | Кількість |
| 2005 | 34 940    |
| 2006 | 45 300    |
| 2007 | 55 336    |
| 2008 | 57 927    |
| 2009 | 26 813    |

| Марка      | Частка (%) |
| Toyota     | 11,06      |
| Ford       | 9,78       |
| Volkswagen | 8,79       |
| Peugeot    | 8,12       |
| Dacia      | 7,08       |
| Citroen    | 6,39       |
| Skoda      | 6,23       |
| Chevrolet  | 5,96       |
| Opel       | 5,83       |
| Renault    | 5,7        |

## Залізничний
Залізничний транспорт є найдешевшим пасажирським та вантажним транспортом в Болгарії. Залізнична мережа добре розвинена і покриває більшу частину території країни. Загальна довжина залізничних колій країни, станом на 2014 рік, становила 5 114 км (36-те місце у світі), з яких 4 989 км стандартної 1435-мм колії (2 880 км електрифіковано), 125 км вузької 760-мм колії. 3048 км залізниць (43,9 %) є одноколійними, 1941 км (28 %) — двоколійними, 125 км (1,8 %) — вузькоколійними (760 мм). Болгарія має залізничний зв'язок з усіма суміжними державами — Румунією, Сербією, Македонією, Грецією і Туреччиною.
2009 року болгарськими залізницями було перевезено 13,3 млн тонн вантажів, 9,7 млн з яких перевозилися всередині країни і 3,6 млн за кордон. 2009 року болгарськими залізницями скористалося 31,4 млн пасажирів, 30,9 млн з яких мандрували всередині країни і 431, 4 тис. за кордон.
Найбільшим пасажирським вокзалом у Болгарії є Центральний вокзал Софії.

## Повітряний
Повітряний транспорт у Болгарії здебільшого здійснює міжнародні пасажирські перевезення, частка вантажних польотів менша. Внутрішні повітряні перевезення в країні інтенсивніші влітку, зі столиці Софії до аеропортів на чорноморському узбережжі. У країні, станом на 2013 рік, діє 68 аеропортів (73-тє місце у світі), з них 57 із твердим покриттям злітно-посадкових смуг і 11 із ґрунтовим. Найбільші аеропорти Болгарії: Софія, Пловдив, Стара-Загора, Варна, Бургас, Горна-Оряховиця, Тирговиште і Русе. Аеропорти країни за довжиною злітно-посадкових смуг розподіляються наступним чином (у дужках окремо кількість без твердого покриття):
- довші за 10 тис. футів (>3047 м) — 2 (0);
- від 10 тис. до 8 тис. футів (3047-2438 м) — 17 (0);
- від 8 тис. до 5 тис. футів (2437—1524 м) — 12 (2);
- коротші за 3 тис. футів (<914 м) — 26 (9)[1].

У країні, станом на 2015 рік, зареєстровано 8 авіапідприємств, які оперують 44 повітряними суднами. Кілька болгарських авіакомпанії займаються внутрішніми і міжнародними пасажирськими та вантажними повітряними перевезеннями, серед них «Болгарія Ейр» — найбільша, «Болгаріан Ейр Чартер», «Ейр Віа», «Ейр Софія». За 2015 рік загальний пасажирообіг на внутрішніх і міжнародних рейсах становив 1,12 млн осіб. За 2015 рік повітряним транспортом було перевезено 1,58 млн тонно-кілометрів вантажів (без врахування багажу пасажирів).
У країні, станом на 2013 рік, споруджено і діє 1 гелікоптерний майданчик.
Болгарія є членом Міжнародної організації цивільної авіації (ICAO). Згідно зі статтею 20 Чиказької конвенції про міжнародну цивільну авіацію 1944 року, Міжнародна організація цивільної авіації для повітряних суден країни, станом на 2016 рік, закріпила реєстраційний префікс — LZ, заснований на радіопозивних, виділених Міжнародним союзом електрозв'язку (ITU). Аеропорти Болгарії мають літерний код ІКАО, що починається з — LB.
Керівництво та контроль цивільного повітряного транспорту в Болгарії здійснюється державним підприємством «Керівництво повітряного руху».

## Водний
Водний транспорт в Болгарії має велике значення для міжнародного товарообміну країни. Внутрішні водні сполучення слабо розвинені. У країні є великий потенціал розвитку міжнародних круїзних подорожей, але цей напрямок туризму все ще залишається слабо розвиненим. Влітку на чорноморському узбережжі популярні короткі поїздки на яхтах в море і перевезення туристів на невеликі відстані по морю.

### Морський
Головні морські порти країни: Бургас, Варна.
Морський торговий флот країни, станом на 2010 рік, складався з 22 морських суден з тоннажем більшим за 1 тис. реєстрових тонн (GRT) кожне (93-тє місце у світі), з яких: балкерів — 9, суховантажів — 8, газовозів — 2, нафтових танкерів — 1, ролкерів — 2. Найбільша судноплавна компанія — «Болгарський Морський Флот» зі штаб-квартирою у Варні.
Станом на 2010 рік, кількість морських торгових суден, що ходять під прапором країни, але є власністю інших держав — 14 (Німеччини — 12, Російської Федерації — 2); зареєстровані під прапорами інших країн — 30 (Белізу — 1, Коморських Островів — 4, Грузії — 1, Мальти — 8, Молдови — 1, Панами — 6, Сент-Вінсенту і Гренадин — 9).
Морський транспорт є найдешевшим видом транспорту в перевезеннях між Болгарією і Росією. Морський транспорт на танкерах є єдиним шляхом доставки російської нафти для Болгарії, через морський порт Бургас. Практично всі нафтопродукти в країні виробляються на єдиному нафтохімічному комбінаті, який знаходиться в Бургасі й належить російській компанії «Лукойл».

### Річковий
Загальна довжина судноплавних ділянок річок і водних шляхів, доступних для суден з дедвейтом понад 500 тонн, 2009 року становила 470 км (83-тє місце у світі). Єдина річка в Болгарії, яка використовується як водна магістраль — це Дунай. Велика частина кордону між Болгарією і Румунією проходить саме нею, тому добре розвинені поромні пасажирські та вантажні перевезення. Найстаріша річкова судноплавна компанія — «Болгарське річкове судноплавство» (болг. Българско речно плаване) зі штаб-квартирою у місті Русе.

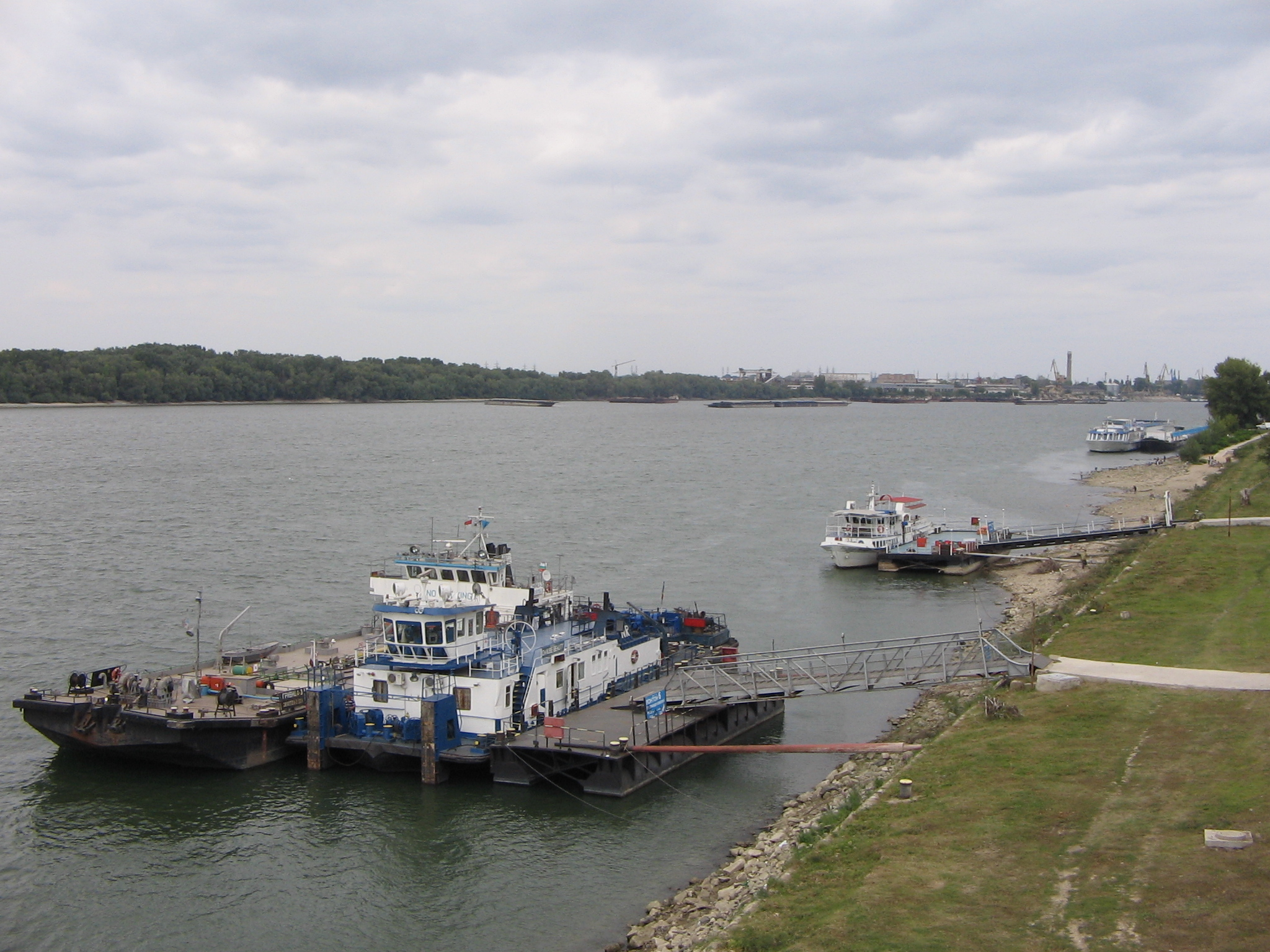
Річкова пристань на Дунаї у Русі

## Трубопровідний
Загальна довжина газогонів у Болгарії, станом на 2013 рік, становила 2 887 км; нафтогонів — 346 км; продуктогонів — 378 км. Будівництво та експлуатація трубопроводів є одним з найскладніших питань у сучасній зовнішній політиці Болгарії. Географічно Болгарія знаходиться в центрі Балканського півострова і обходити її при прокладці трубопроводів досить складно технічно й економічно. У країні гостро стикаються геополітичні економічні інтереси Європейського союзу, США та Росії. На даний час для Болгарії найважливішим є газопровід, за яким до Болгарії надходить російський природний газ через Україну і Румунію.
У країні розвиваються 3 основні проекти трубопроводів:
- Набукко (газопровід)
- Трансбалканський нафтогін
- Південний потік

## Державне управління
Держава здійснює управління транспортною інфраструктурою країни через міністерство транспорту, інформаційних технологій і зв'язку. Станом на 22 серпня 2016 року міністерство в уряді Бойка Борисова очолював Івайло Московський.

### Українською
- Атлас. 10-11 клас. Економічна і соціальна географія світу / упорядники :  О. Я. Скуратович, Н. І. Чанцева. — К. : ДНВП «Картографія», 2010. — ISBN 978-966-475-639-3.
- Атлас світу / голов. ред. І. С. Руденко ; зав. ред. В. В. Радченко ; відп. ред. О. В. Вакуленко. — К. : ДНВП «Картографія», 2005. — 336 с. — ISBN 9666315467.
- Безуглий В. В. Економічна і соціальна географія зарубіжних країн : Навчальний посібник. — К. : ВЦ «Академія», 2007. — 704 с. — ISBN 978-966-580-239-6.
- Безуглий В. В., Козинець С. В. Регіональна економічна і соціальна географія світу : Навчальний посібник. — видання 2-ге, доп., перероб. — К. : ВЦ «Академія», 2007. — 688 с. — ISBN 966-580-144-9.
- Дахно І. І. Країни світу: Енциклопедичний довідник / І. І. Дахно, С. М. Тимофієв. — К. : Мапа, 2011. — 606 с. — (Бібліотека нового українця) — ISBN 978-966-8804-23-6.
- Дахно І. І. Економічна географія зарубіжних країн : навчальний посібник. — К. : Центр учбової літератури, 2014. — 319 с. — ISBN 978-611-01-0682-5.
- Дорошенко В. І. Географія транспорту : Навчальний посібник / В. І. Дорошенко, К. Д. Діденко. — К. : Київський нац. ун-т ім. Т. Шевченка, 2010. — 183 с. — ISBN 978-966-439-329-1.
- Дубович І. А. Країнознавчий словник-довідник. — 5-те вид., перероб. і доп. — К. : Знання, 2008. — 839 с. — ISBN 978-966-346-330-8.
- Економічна і соціальна географія країн світу : Навчальний посібник / За ред. С. П. Кузика. — Л. : Світ, 2002. — 672 с. — ISBN 966-603-178-7.
- Зарубіжна транспортна географія : навчальний посібник / уклад. : Петрашевський О. Л. и др. — К. : Національний транспортний університет, 2015. — 95 с. — ISBN 978-966-632-227-5.
- Юрківський В. М. Регіональна економічна і соціальна географія. Зарубіжні країни : Підручник. — К. : Либідь, 2001. — 416 с. — ISBN 966-06-0092-5.

### Англійською
- (англ.) Modern Transport Geography / Hoyle, B. and R. Knowles (eds). — Second Edition,. — London : Wiley, 1998.
- (англ.) Rodrigue, J-P. The Geography of Transport Systems. — Fourth Edition. — N. Y. : Routledge, 2017. — 440 с. — ISBN 978-1138669574.
- (англ.) Taaffe E. J., Gauthier H. L. and O'Kelly M. E. Geography of transportation. — Second Edition. — N. Y. : Prentice Hall, 1996. — ISBN 0-13-368572-1.
- (англ.) Black, W. Transportation: A Geographical Analysis. — N. Y. : Guilford, 2003.

### Російською
- (рос.) Максаковский В. П. Географическая картина мира. Книга I: Общая характеристика мира. — М. : Дрофа, 2008. — 495 с. — ISBN 978-5-358-05275-8.
- (рос.) Максаковский В. П. Географическая картина мира. Книга II: Региональная характеристика мира. — М. : Дрофа, 2009. — 480 с. — ISBN 978-5-358-06280-1.
- (рос.) Физико-географический атлас мира. — М. : Академия наук СССР и главное управление геодезии и картографии ГГК СССР, 1964. — 298 с.
- (рос.) Шаповал Н. С. Транспортная география и транспортные системы мира : учебное пособие. — К. : Центр учбової літератури, 2006. — 188 с. — ISBN 000-0000-00-4.
- (рос.) Экономическая, социальная и политическая география мира. Регионы и страны / под ред. С. Б. Лаврова, Н. В. Каледина. — М. : Гардарики, 2002. — 928 с. — ISBN 5-8297-0039-5.
- (рос.) Энциклопедия стран мира / глав. ред. Н. А. Симония. — М. : НПО «Экономика» РАН, отделение общественных наук, 2004. — 1319 с. — ISBN 5-282-02318-0.